# Aaron Klug
Aaron Klug (Želva, 11 de agosto de 1926 - Londres, 20 de novembro de 2018) foi um químico britânico natural da Lituânia.
Foi laureado com o Nobel de Química de 1982, pelo desenvolvimento da cristalografia eletrônica e a elucidação estrutural de importantes complexos ácido-proteíno-nucleicos.

## Biografia
Nascido em Transval, na África do Sul em 1926. Formou-se e adquiriu licenciatura em ciências pela Universidade de Witwatersrand, e estudou cristalografia na Universidade da Cidade do Cabo antes de se mudar para a Inglaterra, onde obteve o doutorado no Trinity College, em 1953.
Trabalhando com Rosalind Franklin e John Desmond Bernal no laboratório da Universidade Birbeck, em Londres, passou a se interessar pelos estudos dos vírus.
Recebeu o Prêmio Louisa Gross Horwitz da Universidade de Columbia, em 1981. Entre 1986 e 1996, foi diretor do Laboratório de Biologia Molecular, em Cambridge. Em 1995 foi eleito presidente da Royal Society, cargo que ocupou até 2000. É também membro do Scripps Research Institute.
Em 2005 foi premiado na África do Sul pelas suas excepcionais conquistas na ciência da medicina.[carece de fontes?]